# JS16
JS16, właściwie Jaakko  Salovaara (ur. 13 stycznia 1975 w Finlandii) – fiński DJ i producent tworzący muzykę z gatunków techno oraz trance.
Jest też współzałożycielem duetu Dallas Superstars, który nagrał m.in. „Fine Day”.
Współpracował także z Darude. Wraz z Yavis jest członkiem duetu Kendi.
Poza działalnością artystyczną prowadzi wytwórnię muzyczną 16 Inch Records.

## Dyskografia
Albumy
| Tytuł           | Dane dot. albumu                    | Pozycja na liście |
| Tytuł           | Dane dot. albumu                    | FIN               |
| --------------- | ----------------------------------- | ----------------- |
| Stomping System | - Data: 1998 - Wydawca: Blue Bubble | 34                |
| In The Mix      | - Data: 2000 - Wydawca: RCA, BMG    | 13                |

Single
| Tytuł                         | Rok  | Pozycja na liście |
| Tytuł                         | Rok  | FIN               |
| ----------------------------- | ---- | ----------------- |
| "Love Supreme"                | 1998 | 10                |
| "Stomp To My Beat"            | 1998 | 10                |
| "Love Supreme - The US Mixes" | 2000 | 15                |
| "Rosegarden"                  | 2007 | 2                 |
| "Lights Go Wild"              | 2008 | 12                |

## Nagrody i wyróżnienia
| Rok  | Kategoria       | Tytułem          | Nagroda    | Nota | Źródło |
| ---- | --------------- | ---------------- | ---------- | ---- | ------ |
| 1998 | Vuoden tuottaja | Jaakko Salovaara | Emma-gaala | Laur | [ 4 ]  |
| 1999 | Vuoden tuottaja | Jaakko Salovaara | Emma-gaala | Laur | [ 5 ]  |
| 2000 | Vuoden tuottaja | Jaakko Salovaara | Emma-gaala | Laur | [ 6 ]  |